# 蘇格蘭歷史環境局
蘇格蘭歷史環境局（英語：Historic Environment Scotland，簡稱HES）是蘇格蘭政府的非政府部門公共機構，負責調查、保育及推廣蘇格蘭環境文物。此局於2015年成立，由蘇格蘭文物局和苏格兰皇家历史古迹委员会合併而成。

## 歷史
蘇格蘭歷史環境局的職務之前是由蘇格蘭文物局和苏格兰皇家历史古迹委员会分擔，前者負責維護國內古蹟，後者則負責收集和管理蘇格歷史環境紀錄。按蘇格蘭議會在2014年3月3日發佈的草案的條文，兩個組織將會解散，並於2015年10月1日組成新的蘇格蘭歷史環境局取代 。
蘇格蘭歷史環境局是非政府部門公共機構，及具慈善組織成份，由部長委任的董事會成員管理此局。文物局的口號是「Our Place in Time」，蘇格蘭歷史環境策略，負責保育建築物及紀念碑、國家珍藏、手抄本、畫像及圖片。除此之外，歷史環境局亦在蘇格蘭保育工作和教育上提供資金和指引。
Canmore是一個線上資料庫，自2015年起由歷史環境局進行維護，之前是由皇家历史古迹委员会負責維護。

## 外部連結
- 官方网站